# Villeneuve-d'Ascq - Hôtel de Ville (métro de Lille)
Villeneuve-d'Ascq - Hôtel de Ville est une station de métro française de la ligne 1 du métro de Lille. Située à Villeneuve-d'Ascq, dans le quartier Hôtel-de-Ville, elle dessert le centre commercial V2 et l'hôtel de ville de Villeneuve-d'Ascq.
Anciennement appelée Hôtel de Ville, la station est mise en service en 1982 sur la portion la reliant à Quatre Cantons. Elle est officiellement inaugurée le 25 avril 1983 par la venue du président de la République française de l'époque, François Mitterrand.

## Situation
La station se situe dans le quartier Hôtel-de-Ville à Villeneuve-d'Ascq, sur la place de l'Hôtel de Ville.
Elle est située sur la ligne 1 entre les stations Triolo et Pont de Bois à Villeneuve-d'Ascq.

## Histoire
À partir du 1er janvier 1982, le véhicule automatique léger fonction sur la portion entre les stations Quatre Cantons et Hôtel de Ville. Le public peut venir admirer le métro en rodage. Trois mois plus tard, le 31 mars 1982, le président de la communauté urbaine de Lille, Arthur Notebart inaugure officiellement le tronçon. Des aspects du métro sont exposés dans les stations. Lors de l'inauguration du métro le 25 avril 1983, François Mitterrand passe par cette station. La station est inaugurée avec le nom « Hôtel de ville ».
La station est renommée « Villeneuve-d'Ascq - Hôtel de Ville » en 1999 afin d'éviter toute confusion avec la station Wasquehal - Hôtel de Ville, alors construite sur la ligne 2.
Ses quais vont être allongés pour atteindre 52 mètres afin d'accueillir des rames de quatre voitures et ces travaux devraient s'achever en 2023.

## Service aux voyageurs

### Accueil et accès
La station intègre dans sa construction l'intermodalité et est bâtie en trois niveaux. Le niveau supérieur débouche sur la place Salvador-Allende où se situe le hall et la billetterie, le niveau intermédiaire sur la rue du Ventoux où se trouve une gare routière de bus, et au niveau inférieur se situe les quais de métro. Contrairement à une majorité de stations de métro de Lille, le quai est au milieu et les voies de métro sont sur les extrémités. Les voies sont protégées par des portes palières.

### Intermodalité
Une station V'Lille est située à proximité de la station, de même qu'une station d'autopartage Citiz.
La station est desservie par les lignes 13, 18, 32, CO1, CO3 et N1 du réseau Ilévia.

## L'art dans la station
La voûte étoilée, de l'architecte Pierre-François Delannoy, est en transparente sous des structures modulaires. Elle se veut comme futuriste formant un pavillon à plan carré.
La station est décorée par Brigitte Denoyelle. L'œuvre est situé sur les parois latérales de l'ascenseur au centre de la station. Elle est composée de lave émaillé, de terre cuite grésée, de miroir inox et est inspirée de voyages en Amérique du Sud.

## À proximité
La station dessert la mairie de Villeneuve-d'Ascq, le forum départemental des sciences de Villeneuve-d'Ascq, le théâtre La Rose des vents, l'école nationale supérieure d'architecture et de paysage de Lille, le centre commercial V2 comprenant un hypermarché Auchan et le centre commercial Heron Parc, le stade Pierre-Mauroy, la bibliothèque municipale de Villeneuve-d'Ascq.